# Palpimanus wagneri
Palpimanus wagneri is een spinnensoort uit de familie Palpimanidae. De soort komt voor in Oezbekistan.